# Сафаралиев, Рустам Касум оглы
Рустам Касум оглы Сафаралиев (азерб. Rüstəm Qasım oğlu Səfərəliyev; 1909, Кочахмедли, Карягинский уезд — 1991, Баку) — советский азербайджанский государственный и партийный деятель, педагог, Герой Социалистического Труда (1949).

## Биография
Родился в 1909 году в селе Кочахмедли Карягинского уезда Елизаветпольской губернии (ныне село в Физулинском районе Азербайджана).
Окончил исторический факультет Азербайджанского педагогического института (1934).
С 1929 года — учитель, с 1934 года — директор Карягинского педагогического училища, с 1939 года — инспектор Наркомата просвещения Азербайджанской ССР, с 1940 года — директор школы № 161 города Баку. В начале 1942 года — заведующий Кишлинским районным отделом народного образования.
С 1942 года — инструктор отдела кадров ЦК КП Азербайджана, с 1945 года — секретарь по кадрам, второй секретарь Нухинского горкома КП, с 1947 года — первый секретарь Белоканского районного комитета КП Азербайджана. В 1948 году обеспечил своей работой перевыполнение в целом по району планового сбора урожая табака на 24,4 процента.
Указом Президиума Верховного Совета СССР от 1 июля 1949 года за получение в 1948 году высоких урожаев табака Сафаралиеву Рустаму Касум оглы присвоено звание Героя Социалистического Труда с вручением ордена Ленина и золотой медали «Серп и Молот».
С 1952 года — первый секретарь Закатальского райкома КП республики. В 1953 году в ЦК КП республики предложили переселить население села Баш-Сувагиль на территорию Шекинского района, но Сафаралиев не дал согласия на переселение крупного овцеводческого хозяйства в другой район и предложил колхозникам самим выбрать нужное им место. Позже — первый секретарь Мир-Баширского РК Компартии.
В 1964—1971 годах — начальник отдела кадров Государственного комитета Совета Министров Азербайджанской ССР по овощеводству и плодоводству, старший референт Совета Министров Азербайджанской ССР.
C 1971 года — первый секретарь Геокчайского райкома КП Азербайджана. Под руководством Сафаралиева объём производства хлопка в районе вырос с 350 тысяч до 1 миллиона тонн в год. С 1974 года — первый секретарь Бардинского райкома КП Азербайджана. Под управлением Сафаралиева отстающий район успешно стал одной из крупнейших хлопковых баз республики.
Активно участвовал в общественной жизни Азербайджана. Член КПСС с 1938 года. Депутат Верховного Совета Азербайджанской ССР 1-го, 2-го, 3-го, 4-го, 5-го, 6-го, 7-го, 8-го, 9-го, 10-го и 11-го созывов. Делегат XIX, XXV и XXVI съездов КПСС, XVIII, XIX, XX, XXI, XXII, XXIII, XIV, XXV, XXVI, XXVII, XXVIII, XXIX, XXX и XXXI съездов КП Азербайджана. Член ЦК КП республики (1951—1990).
Скончался в 1991 году.